# Limnonectes acanthi
Limnonectes acanthi är en groddjursart som först beskrevs av Taylor 1923.  Limnonectes acanthi ingår i släktet Limnonectes och familjen Dicroglossidae. IUCN kategoriserar arten globalt som sårbar. Inga underarter finns listade i Catalogue of Life.